# Born Villain
Born Villain är Marilyn Mansons åttonde studioalbum, utgivet den 1 maj 2012. Bandets frontman Marilyn Manson beskriver albumets sound som "suicide death metal".

## Låtlista
All sångtext är skriven av Manson. 
| Nr           | Titel                                    | Musik                          | Längd |
| ------------ | ---------------------------------------- | ------------------------------ | ----- |
| 1.           | Hey, Cruel World...                      | Twiggy, Vrenna                 | 3:44  |
| 2.           | No Reflection                            | Manson, Twiggy, Vrenna         | 4:36  |
| 3.           | Pistol Whipped                           | Manson                         | 4:10  |
| 4.           | Overneath the Path of Misery             | Manson, Twiggy, Vrenna         | 5:18  |
| 5.           | Slo-Mo-Tion                              | Manson, Sablan, Twiggy, Vrenna | 4:24  |
| 6.           | The Gardener                             | Twiggy, Vrenna                 | 4:39  |
| 7.           | The Flowers of Evil                      | Twiggy, Vrenna                 | 5:19  |
| 8.           | Children of Cain                         | Manson                         | 5:17  |
| 9.           | Disengaged                               | Manson                         | 3:25  |
| 10.          | Lay Down Your Goddamn Arms               | Twiggy, Vrenna                 | 4:13  |
| 11.          | Murderers Are Getting Prettier Every Day | Twiggy, Vrenna                 | 4:18  |
| 12.          | Born Villain                             | Manson, Twiggy, Vrenna         | 5:26  |
| 13.          | Breaking the Same Old Ground             | Twiggy, Vrenna                 | 4:27  |
| Total längd: | Total längd:                             | Total längd:                   | 59:23 |